# Eyvind Lambi
Eyvind Lambi (fl. IX-X secolo) fu un vichingo ed hersir norvegese vissuto a cavallo tra IX e X secolo, noto grazie alla Egils saga.

## Origini
Eyvind fu figlio del vichingo Berle-Kari e cognato di Kveldulf Bjalfason, il quale sposò la sorella di Eyvind, Salbjorg Karadottir; fu quindi zio di Skalla-Grímr e di Þorolfr Kveldúlfsson e prozio del famoso poeta Egill Skallagrímsson. Eyvind ebbe anche un fratello di nome Olvir Hnufa, che divenne un famoso scaldo alla corte di re Harald I di Norvegia.

## Carriera vichinga
Come il fratello Olvir, Eyvind si unì al nipote Thorolf Kveldulfsson durante numerose spedizioni vichinghe dopo che quest'ultimo ricevette una longship come dono dal padre Kveldulf. Ricavarono molto denaro da questi viaggi. Durante il thing di Gaular, Olvir si innamorò di Solveig Atladottir, figlia di un jarl di Fjordane chiamato Atli lo Snello. Il jarl rifiutò ad Olvir il permesso di sposare la ragazza, ma era talmente innamorato da abbandonare la vita vichinga per poterle stare vicino. Eyvind continuò a viaggiare con Thorolf per qualche tempo ancora.

## Servitore di Harald

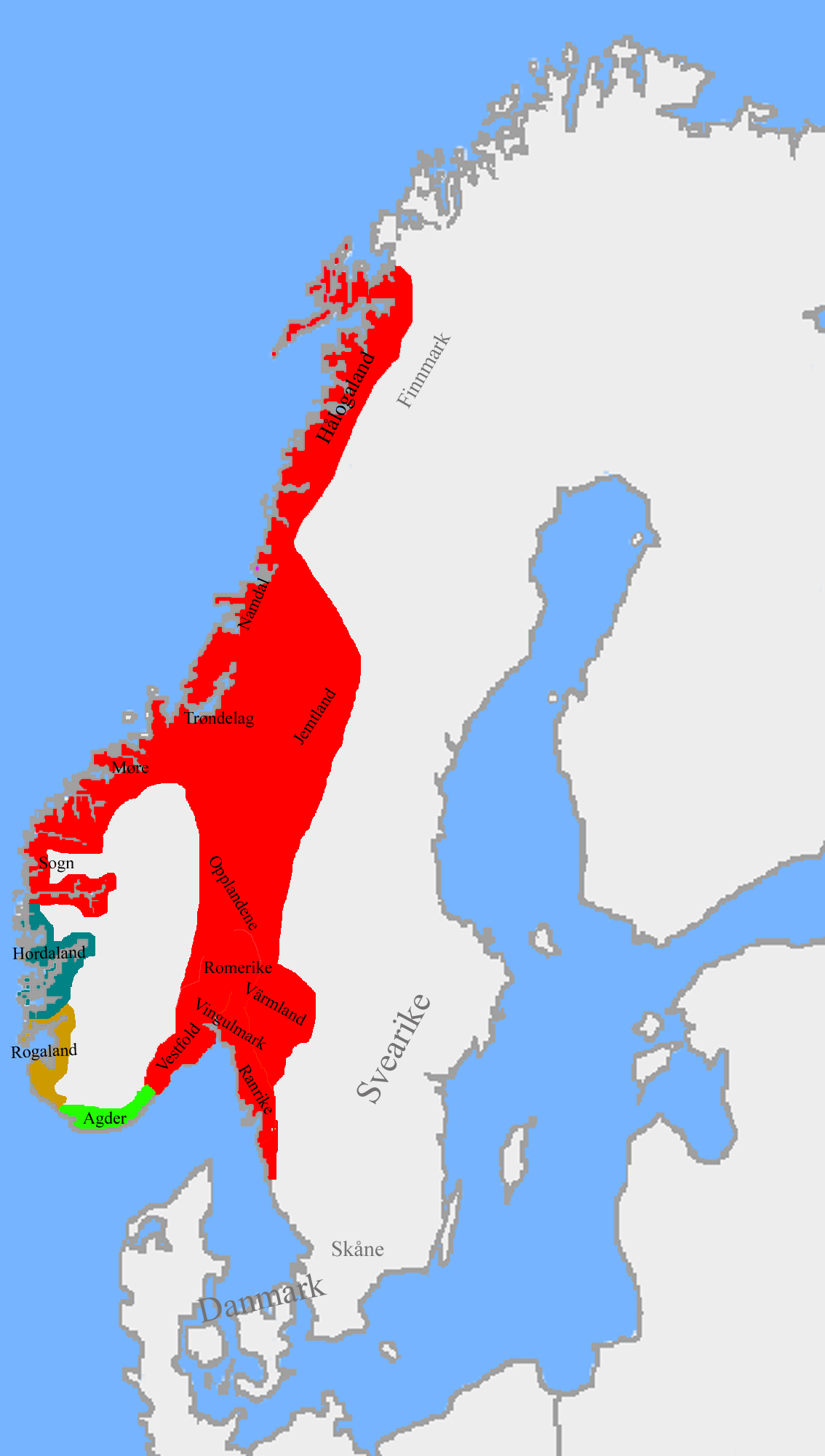
Norvegia attorno all'872 (con il regno di Harald mostrato in rosso) prima della battaglia di Hafrsfjord.

Assieme a Thorolf, Eyvind giunse alla corte di re Harald di Vestfold, il quale stava conquistando i regni norvegesi riunificando la Norvegia. Suo fratello Olvir si era già unito alla corte in qualità di scaldo. Comunque, dopo aver stretto alleanza con re Harald, Eyvind tornò a casa col padre Kari. Con Olvir e Thorolf, Eyvind combatté nella battaglia di Hafrsfjord (ca. 872/885) a bordo della nave ammiraglia di Harald. Eyvind non viene più citato fino alla morte di Thorolf tra le braccia di Harald (ca. 900), quando curava i feriti in battaglia. Eyvind aiutò la vedova di Thorolf, Sigrid, gestendo le sue proprietà. In seguito sposò Sigrid per ordine di re Harald. La Egil's Saga afferma che Eyvind ed Harald "rimasero amici per il resto della loro vita".

## Famiglia
Con Sigrid, Eyvind ebbe due figli citati nella Egils Saga: Finn Eyvindsson "lo Strabico" e Geirlaug Eyvindsdottir. Finn sposò Gunnhild, figlia di un jarl chiamato Halfdan e nipote di re Harald. Tra i loro figli vi fu Eyvind il Plagiario, scaldo di corte di Haakon il Buono. Un altro figlio, Njal Finnsson, si stabilì ad Hålogaland; sua figlia fu Astrid Nialsdotter, citata nella Saga di Hervör.
Un'altra figlia, Rannveig, viene citata nel Landnámabók. Vi si afferma che ebbe un marito di nome Sighvat il Rosso, un nobile proveniente da Halogaland che si insediò a Bolstad, Islanda, nei pressi della tenuta di Ketil Trout. Rannveig e Sighvat ebbero numerosi figli: (1) Sigmund Sighvatsson che fu il padre di Mord Gig, Sigfus di Hlid, Lambi Sighvatsson, Rannveig, la moglie di Hamund Gunnarsson, e Thorgerd, moglie di Onund Bill; e (2) Barek Sighvatsson, padre di Thord, padre di Stein.